# Валіде-Шериф
Валіде-Шериф (крим. Valide Şerif), Мечеть драгунського кінного полку — колишня мечеть, що знаходилася в Солдатській слобідці в Залізничному районі Сімферополя.
Мечеть розташовувалася на перетині нинішніх вулиць Калініна та Крейзера.

## Історія
Проект будівництва першої в Криму військової мечеті Кримського драгунського кінного полку був затверджений в будівельному відділі Таврійського губернського правління 31 січня 1909 року.
Вона була побудована на кошти, подаровані російським імператором. Микола II пожертвував на її зведення 10 тис. руб. і подарував килими вартістю 50 тис. руб.
Будівництво тривало вісім місяців і вже 10 жовтня 1909 року в присутності замовника, полковника Княжевича, був підписаний акт технічної експертизи. Пізніше мечеть отримала назву «Валіде Шериф» («Мати народів») а довкола неї влаштували невеликий сквер, який назвали Миколаївським.
Мечеть драгунського кінного полку проіснувала до 1930 року.